# Mozdoki járás

A Mozdoki járás Észak-Oszétiában

A Mozdoki járás (oroszul Моздокский район, oszét nyelven Мæздæджы район) Oroszország egyik járása Észak-Oszétia területén. Székhelye Mozdok.

## Népesség
- 1989-ben 77 394 lakosa volt, melyből 45 252 orosz (58,5%), 8 823 kumik (11,4%), 6 914 oszét (8,9%), 2 393 ukrán, 2 181 örmény, 2 044 kabard, 1 403 ingus, 344 grúz.
- 2002-ben 88 634 lakosa volt, melyből 48 082 orosz (54,2%), 12 309 kumik (13,9%), 8 947 oszét (10,1%), 3 058 örmény, 2 287 kabard, 1 474 ukrán, 1 440 ingus, 462 grúz.
- 2010-ben 84 642 lakosa volt, melyből 42 296 orosz, 15 732 kumik, 8 430 oszét, 2 807 örmény, 2 639 török, 2 091 kabard, 2 008 csecsen, 1 492 cigány, 1 324 ingus, 1 066 koreai, 900 ukrán, 394 grúz, 323 német, 266 tatár, 234 azeri, 214 avar, 183 lak, 182 fehérorosz, 173 bolgár, 143 dargin, 105 lezg, 90 nogaj, 61 csuvas, 54 baskír, 54 görög, 46 mordvin, 42 moldáv, 40 kazah, 38 tadzsik, 29 lengyel, 28 tabaszaran, 27 mari, 26 üzbég, 24 kalmük, 22 udmurt, 21 balkár, 18 gagauz, 15 adige, 15 karacsáj, 13 iráni, 11 türkmén stb.